# پرونده بسته شده: مشت یاقوت کبود
پرونده بسته شده: مشت یاقوت کبود (انگلیسی: Case Closed: The Fist of Blue Sapphire) یک انیمه و فیلم معمایی تولید ۲۰۱۹ در ژاپن است.